# Moores Mill (Alabama)
Moores Mill statisztikai település az USA Alabama államában, Madison megyében. Lakosainak száma 6729 fő (2020. április 1.).

## Népesség
A település népességének változása:

| 2010 | 5 682 |
| 2020 | 6 729 |